# 사우스 애틀랜틱 리그 (1904년~1963년)
사우스 애틀랜틱 리그(South Atlantic League, 별칭은 샐리 리그(SALLY League))는 1904년부터 1963년까지 미국 남부에서 운영되었던 마이너 리그 베이스볼 리그이다. 리그 초창기에는 클래스 C 리그로 시작했으나 1921년에 클래스 B 리그로 등급이 높아졌고, 1946년에는 클래스 A 리그로 발돋움했으며 1963년에는 더블 A 리그로 자리잡았다. 이후 1964년에 서던 리그로 명칭이 변경되어 오늘날에 이르고 있다.

## 소속 구단
- 올버니 베이비스
- 애슈빌 투어리스츠
- 오거스타 돌리스
- 오거스타 조지안스
- 오거스타 램스
- 오거스타 타이거스
- 오거스타 투어리스츠
- 오거스타 울브스
- 오거스타 양키스
- 찰스턴 차삭스/화이트삭스
- 찰스턴 팔메토스/팔스
- 찰스턴 레벨스
- 찰스턴 시걸/걸스
- 샬럿 호니츠
- 채터누가 룩아웃츠
- 컬럼비아 커머스/커미스/컴버스
- 컬럼비아 게임콕스
- 컬럼비아 젬스
- 컬럼비아 레즈
- 컬럼비아 세너터스
- 컬럼비아 스카이스크래퍼스
- 콜럼버스 폭시스
- 콜럼버스 파이리츠
- 콜럼버스 레드버즈/카디널스
- 개스토니아 컴버스
- 개스토리아 파이리츠
- 그린빌 스피너스
- 잭슨빌 브레이브스
- 잭슨빌 제이스
- 잭슨빌 제츠
- 잭슨빌 타폰스
- 잭슨빌 타스
- 녹스빌 애팔래치안스
- 녹스빌 스모키스
- 린치버그 화이트삭스
- 메이컨 브리건스
- 메이컨 다저스
- 메이컨 하이랜더스
- 메이컨 피치스
- 몽고메리 그레이스
- 몽고메리 레벨스
- 내슈빌 볼스
- 뉴올리언스 벅스
- 뉴올리언스 킹스
- 뉴올리언스 잭스
- 뉴올리언스 제네럴스
- 포츠머스노퍽 타이즈
- 서배너 애슬레틱스
- 서배너 인디언스
- 서배너 파이리츠
- 서배너 레드레그스
- 서배너 레즈
- 서배너 화이트삭스
- 사우스 애틀랜틱 리그 오펀스
- 스파턴버그 파이오니어스
- 스파턴버그 스파턴스